# Chrístos Karayannídis
Chrístos Karayannídis (en grec Χρήστος Καραγιαννίδης), né à Dráma en Grèce, est un homme politique grec.

## Biographie
Aux élections législatives grecques de janvier 2015, il est élu député au Parlement grec sur la liste de la SYRIZA dans la circonscription de Dráma.